# Mailänder Kongress von 1880
Der Mailänder Kongress von 1880 (eigentlich Zweiter internationale Taubstummen-Lehrer-Kongress) war ein Kongress führender europäischer Gehörlosenpädagogen im September 1880 in Mailand. Die Beschlüsse dieses Kongresses hatten weitreichende, weltweite und etwa ein Jahrhundert lang anhaltende Folgen für das soziale Leben der Gehörlosen, welche von diesen überwiegend negativ empfunden wurden. Der Begriff Mailänder Kongress wurde in Gehörlosenkreisen geprägt.

## Hintergrund
Gemäß dem Beschluss des Pariser Congreß zur Verbesserung des Loses der Taubstummen vom 30. September 1878 wurde der Zweite internationale Taubstummen-Lehrer-Kongress in Italien vom 6. bis 11. September 1880 in Mailand durchgeführt statt – wie ursprünglich beschlossen – in Como.

## Organisation
Für das Organisations-Komitee waren vorgesehen: als Ehrenmitglieder Isaac und Eugène Pereire (Paris), als Ehrenpräsident L. Vaïsse (Paris), als Präsident E. Rigaut (Paris), als Vize-Präsidenten Abbé Lambert und E. Grosselin (Paris) und als Sekretäre La Rochelle (Paris) und J. Hugentobler (Lyon) sowie 18 weitere Mitglieder und „correspondierende Mitglieder“ aus Frankreich, Schweden, Italien, der Schweiz, Österreich, Deutschland, den Niederlanden, England und den USA.
Taube Lehrkräfte waren weder für das Organisationskomitee noch als Mitglieder zum Kongress eingeladen.
F. Rigaut trat jedoch vorzeitig zurück und wurde von Eugène Pereire, dem Enkel von Jacob Rodrigues Pereira, als Präsident ersetzt.
Für den Kongress wurden vom Lombardischen Institut für Künste und Wissenschaften die Räumlichkeiten im Brera-Palast zur Verfügung gestellt.

## Programm
Als „Einzelne Fragen aus dem Programm“ wurden angekündigt:
1. Welches sind die wesentlichsten Vorzüge der Lautsprache der Gebärdensprache gegenüber oder umgekehrt?
2. Welches sind die prinzipiellen Unterschiede zwischen den Bezeichnungen reine Lautsprache (méthode orale pure) und gemischte Methode (méthode mixte)?
3. Wo ist die Grenze zwischen der natürlichen und der methodischen Gebärdensprache?
4. Verlernen die aus der Schule entlassenen Taubstummen das Sprechen wieder oder ziehen sie im gewöhnlichen Verkehre mit den Hörenden etwa die Zeichensprache der Lautsprache vor? Wenn solche Erscheinungen auftreten, worin liegt ihr Grund?
5. Wo und inwiefern können Taubstumme klassische Studien machen oder wie wird ihnen der Unterricht höherer Lehranstalten zugänglich? Ist es in einer oberen Abteilung der Taubstummen-Schule oder in einem besonders für sie geschaffenen Institute und sind hierbei die ordentlichen Taubstummen-Lehrer oder aber Lehrer und Professoren der gewöhnlichen sekundären Lehranstalten zu verwerten?

## Beschlüsse
Unter anderem wurden folgende Resolutionen gefasst:
- „In der Überzeugung der unbestrittenen Überlegenheit der Lautsprache gegenüber der Gebärdensprache, insofern jene die Taubstummen dem Verkehr mit der hörenden Welt wiedergibt und ihnen ein tieferes Eindringen in den Geist der Sprache ermöglicht, erklärt der Kongress: dass die Anwendung der Lautsprache bei dem Unterricht und in der Erziehung der Taubstummen der Gebärdensprache vorzuziehen sei.“
- „In Erwägung, dass die gleichzeitige Anwendung der Gebärdensprache und des gesprochenen Wortes den Nachteil mit sich führt, dass dadurch das Sprechen, das Ablesen von den Lippen und die Klarheit der Begriffe beeinträchtigt wird, ist der Kongreß der Ansicht: dass die reine Artikulations-Methode vorzuziehen sei.“
- „In der Erwägung der besonderen Schwierigkeiten des Unterrichts der Taubstummen nach der Artikulationsmethode und gestützt auf die nach dieser Seite hin fast allen Taubstummenlehrer gemachte Erfahrung erklärt der Kongress: dass das günstigste Alter für den Eintritt taubstummer Kinder in die Schule die Zeit vom 8. bis 10. Lebensjahr ist; dass der Schulbesuch wenigstens 7, besser 8 Jahre dauern muss; dass ein Lehrer nach der reinen Artikulationsmethode nicht mehr als 10 Schüler unterrichten kann.“
- „In Anbetracht der Resultate, welche sich bei zahlreichen an jüngst aus der Schule ausgetretenen Taubstummen jedes Alters und verschiedener Lebensverhältnisse gemachten Versuchen herausgestellt haben, indem sie auf Fragen über die verschiedensten Gegenstände mit Sicherheit und genügender Deutlichkeit antworteten und mit sehr großer Gewandtheit von den Lippen anderer ablasen, erklärt der Kongress: dass die durch reine Artikulationsmethode unterrichteten Taubstummen nach ihrem Austritt aus der Schule die erworbenen Kenntnisse nicht vergessen, sondern dieselben vielmehr durch den mündlichen Verkehr mit anderen und durch Lektüre weiter entwickeln; dass sie in ihrem Verkehr mit Vollsinnigen sich ausschließlich der Lautsprache bedienen; dass die Fähigkeit des Sprechens und Ablesen von den Lippen ihnen keineswegs verloren geht, sondern sich vielmehr durch den Gebrauch zu größerer Fertigkeit ausbildet.“
- „In der Erwägung, dass eine große Anzahl Taubstummer der Wohltat des Unterrichts aus dem Grunde entbehrt, weil den Familien und den Instituten nicht die nötigen Mittel zu Gebote stehen, spricht der Kongress den Wunsch aus, dass die Regierungen die nötigen Veranstaltungen treffen mögen, dass alle Taubstummen ausreichenden Unterricht erhalten.“

Eine zahlenmäßig kleine Gruppe von Kongressmitgliedern (USA, je einer aus Großbritannien und Schweden), die den Resolutionen nicht zustimmte, führte folgende Gründe ihrer Ablehnung an:
- Lautsprachlicher Unterricht hat nur bei „Halbtauben“ (gemeint: Spätertaubten) Erfolg.
- Lautsprachlicher Unterricht verlangsamt und vernachlässigt die geistige Bildung der Taubstummen.
- Lautsprachlicher Unterricht bringt eine unnatürlich klingende Kunstsprache hervor.
- Lautsprachlicher Unterricht ist teurer.
- Der Methodenstreit trägt nationalistische Züge und ist daher abzulehnen.

## Weitere Erklärungen und Ansichten
„Der Kongress ist der Ansicht, dass die Bücher, welche dem Verständnis der Taubstummen zugänglich sind, jederzeit in ihre Hände gegeben werden können.“

„In der Erwägung der besonderen Schwierigkeiten des Unterrichts der Taubstummen nach der Artikulationsmethode und gestützt auf die nach dieser Seite hin fast allen Taubstummenlehrer gemachte Erfahrung erklärt der Kongress: 
- dass das günstigste Alter für den Eintritt taubstummer Kinder in die Schule die Zeit vom 8. bis 10. Lebensjahr ist;
- dass der Schulbesuch wenigstens 7, besser 8 Jahre dauern muss;
- dass ein Lehrer nach der reinen Artikulationsmethode nicht mehr als 10 Schüler unterrichten kann.

In der Erwägung, dass in Anstalten, in welchen die reine Artikulationsmethode bis dahin nicht in Anwendung gewesen ist, die Einführung derselben in kluger Berechnung nur stufenweise und allmälig vorgenommen werden darf, ist der Kongress der Ansicht:
- dass die neu eintretenden Schüler eine besondere Klasse bilden, in welcher der Unterricht nach der Artikulationsmethode erteilt wird;
- dass diese Schüler von den anderen Taubstummen, welche schon zu weit vorgeschritten sind, um nach der Artikulationsmethode unterrichtet zu werden, deren Ausbildung deshalb durch die Gebärdensprache vollendet werden muss, durchaus zu trennen sind;
- dass jedes Jahr eine neue Klasse nach der Artikulationsmethode einzurichten ist, bis alle älteren Schüler, welche durch die Gebärdensprache unterrichtet werden, ihre Bildung vollendet haben.“

## Umsetzung in Frankreich
Der Minister des Innern von Frankreich erließ auf Empfehlung der französischen Kongressteilnehmer am 3. September 1884 ein Rundschreiben. Dieses erklärte die Lautsprachmethode als die allein gültige für die (staatlichen) Schulen Frankreichs. Für die dortigen Fachleute sollten Spezialexamen 1. und 2. Grades eingeführt werden. Die Zahl der Gehörlosenlehrer wurde insgesamt erhöht, die gehörlosen Lehrer wurden durch hörende ersetzt. Alle notwendigen Ausgaben hierfür wurden im Etat eingestellt.

## Bewertung des Kongresses und Auswirkungen in Deutschland

### Zeitgenössische Bewertungen, bis 1940
Auf dem ersten Deutschen Taubstummenlehrer Kongress in Berlin am 26. September 1884 vertrat Dr. Karl Schneider, der von 1879 bis 1899 dem Taubstummenbildungswesen im Preußischen Unterrichtsministerium vorstand, die Meinung: 

„Daß nicht vergeblich gearbeitet worden ist, zeigt, daß gegenwärtig in 96 deutschen Anstalten nach der reinen Lautsprachmethode von Angesicht zu Angesicht gesprochen wird. Die Gebärde zieht sich nach einem hundertjährigen Kampf immer mehr zurück. [...] Ein Rückschritt ist nicht mehr möglich [...] Doch müssen wir uns bewußt  werden, daß wir noch viel zu arbeiten haben, um dem deutschen Namen Ehre zu machen. Sie wissen, welche Mühe unser Kanzler hat, den Sieg von Sedan zu erhalten. Den Mailänder Sieg zu behaupten, erfordert von uns noch eine Riesenarbeit.“

Auf dem Kongress zu Köln 1889 war zu hören: „Wir können nicht mehr zurück, wir haben das deutsche Artikulationssystem angenommen, wir müssen die Lautsprache zu Ehre bringen.“

Paul Schumann schreibt 1940 in seiner Geschichte des Taubstummenwesens: 

„Als auf dem Internationalen Kongress von Mailand nach langen Verhandlungen sich die Taubstummenlehrer aus sieben Kulturstaaten der Erde fast einstimmig nicht nur zur Lautsprachmethode, sondern zur reinen Artikulationsmethode, méthode orale pure, unter Ausschluß der Gebärde bekannten – nur von seiten der Amerikaner, und des schwedischen Eckborn machte sich Widerspruch geltend – wurde dies zunächst als ‚ein großer Sieg auf dem Gebiete der Humanität und der Pädagogik empfunden, dessen Wichtigkeit und weitumfassende Bedeutung nicht kräftig genug hervorgehoben werden kann‘.“

In Wirklichkeit war der Taubstummenbildung damit eine Aufgabe gestellt, zu deren Erfüllung nur an wenigen Plätzen die Mittel und Kräfte gegeben waren, ganz abgesehen davon, ob sie überhaupt richtig gestellt und lösenswert war.

### Heutige Auffassung
Diese Beschlüsse des Kongresses werden aus heutiger Sicht wie folgt kommentiert:
- Die vorgenannten Resolutionen, Erklärungen und Ansichten sind das Ergebnis einer berufsständischen Versammlung und besaßen demnach keinen Gesetzescharakter. Sie übten aber einen Einfluss auf die Regelungen von Ministerien aus. Die Qualität des Sprechens der Schüler wird von den hospitierenden Inspektoren höher bewertet als deren schulisches Wissen.
- In den „Taubstummenanstalten“ vor und bis nach der Jahrhundertwende wurden alle Hörgeschädigten (Gehörlose, Resthörige, Schwerhörige und teilweise auch Sprachbehinderte) gemeinsam unterrichtet. Eine umfassende methodische Differenzierung war bis dahin nicht oder nur rudimentär vollzogen worden.
- Eine allumfassende und absolute Ablehnung des Gebärdensprachgebrauchs ist nur partiell erfolgt.
- Die Resolutionen sind im historischen Kontext zu sehen.
  - Aufkommen übergreifender nationaler Bestrebungen in den Staaten Europas
  - Gesprochene und geschriebene Sprache als Faktor sich abgrenzenden Nationaldenkens
  - Bevölkerungsverdichtung im ausgehenden 19. Jahrhundert
  - Aufkommen der sozialen Frage.

Da taube Lehrkräfte weder für das Organisationskomitee noch als Mitglieder zum Kongress eingeladen waren, wurden sämtliche Beschlüsse ohne den Einbezug der „tauben“ Perspektive gefasst.
Wolfgang Vater schrieb 2000 in Bedeutungsaspekte des Mailänder Kongresses von 1880:

„Neben den Defiziten in der rein schulischen Bildung verlieren die tauben Kinder durch die Ausschließung tauber Lehrkräfte auch das Vorbild der erfolgreichen Lebensperspektive des tauben Erwachsenen. Vielfach glauben besonders die Kinder, die selbst keine tauben Eltern haben (das ist die Mehrheit), dass sie später als Erwachsene würden hörend werden. Dieser kindliche Glaube ist bis zum Ende des 20. Jahrhunderts in den oral geführten Schulen für Schwerhörige und für Gehörlose immer wieder von neuem anzutreffen.“

### Auswirkungen
Die Beschlüsse des Mailänder Kongresses haben das Leben der Gehörlosen für die nächsten 100 Jahre stark geprägt und werden von der Gehörlosencommunity heute fast einstimmig als negativ gewertet. Es wird kritisiert, dass Unterrichtsinhalte verloren gingen, da ein Großteil der Unterrichtszeit für Lautspracherwerb, Artikulationsübungen etc. genutzt wurden. Diese Tendenz ist noch immer wahrnehmbar, sodass Gehörlose bis heute eine schlechtere Ausbildung erhalten. Dieses Vorgehen führte zu Vorurteilen, die Gehörlose als dumm oder nur beschränkt bildungsfähig ansehen. Die bevorzugte Kommunikation in Gebärdensprache wurde verboten und zum Teil bestraft. Eine „typische“ Strafe für heimliches Gebärden waren Schläge auf die Hände. Diese Form der Unterdrückung geschah nicht nur in Schulen und Internaten, sondern erstreckte sich aufgrund der Forderungen der Pädagogen auch auf den Freizeit- und Familienbereich.
Bis heute ist die Verwendung von Gebärdensprache im Unterricht Gehörloser nicht selbstverständlich.
Es wurde festgelegt, dass die Lautsprache als besseres oder einziges geeignetes Mittel zur sprachlichen Verständigung diene. Es folgte die Unterdrückung mittels Sprachgeboten und -verbote der Gebärdensprache durch die Lautsprache. Die Linguistin Tove Skutnabb-Kangas prägte den Begriff des Linguizismus, der die Unterdrückung einer Sprache durch Verbote, erzwungenen Monolingualismus oder auch die Abschaffung von Unterrichts- und Kommunikationsmöglichkeiten in dieser Sprache beschreibt. In ihren Ausführungen könne es im Extremfall – so Skutnabb-Kangas – zu einem linguistischen Genozid kommen. Hierunter versteht sie das aktive Umbringen oder passive Sterbenlassen einer Sprache, ohne jedoch ihre jeweiligen Sprecher umzubringen. Bei indigenen Völkern und Minderheiten ist dies oft der Fall; auch Gehörlose, die in Gebärdensprachen kommunizieren, zählt sie dazu.